# Stefan Cantz
Stefan Cantz (* 1956 in Stuttgart) ist ein deutscher Drehbuchautor.

## Leben
Er studierte an der Ludwig-Maximilians-Universität München und machte sich 1987 als Drehbuchautor selbstständig. Er wirkte vor allem in der Fernsehreihe Tatort und Ein Fall für Zwei mit. Er entwickelte mit seinem Kollegen Jan Hinter die Figuren und das Konzept für das Tatort-Team Thiel und Boerne und schrieb mit ihm zahlreiche Drehbücher für die Münsteraner. Beide Autoren wurden für einen Grimme-Preis nominiert.

## Filmografie
- 1991: Manta Manta
- 1991: Tatort – Wer zweimal stirbt
- 1992: Go Trabi Go 2 – Das war der wilde Osten
- 1994: Charlie & Louise – Das doppelte Lottchen
- 1994: Und tschüss! (Fernsehserie)
- 2001: be.angeled
- 2002: Tatort – Schlaf, Kindlein, schlaf
- 2002: Tatort – Der dunkle Fleck
- 2002: Sternenfänger (Fernsehserie)
- 2003: Tatort – Sag nichts
- 2003: Tatort – Dreimal schwarzer Kater
- 2005: Tatort – Der doppelte Lott
- 2005: Tatort – Der Frauenflüsterer
- 2006: Tatort – Pechmarie
- 2006–2009: Einsatz in Hamburg (Fernsehserie, drei Folgen)
- 2007: Tatort – Nachtgeflüster
- 2007: Tatort – Ruhe sanft!
- 2008: Schokolade für den Chef
- 2008: Tatort – Krumme Hunde
- 2009: Tatort – Platt gemacht
- 2010: Tatort – Der Fluch der Mumie
- 2011: Tatort – Grabenkämpfe
- 2011: Ein Sommer in Paris
- 2012: Tatort – Hinkebein
- 2013: Tatort – Summ, Summ, Summ
- 2015: Tatort – Erkläre Chimäre
- 2015: Nord Nord Mord – Clüvers Geheimnis (Fernsehreihe)
- 2016: Tatort – Ein Fuß kommt selten allein
- 2017: Tatort – Fangschuss
- 2017: Nord Nord Mord – Clüver und die wilde Nacht
- 2018: Falk (Fernsehserie)
- 2018: Ein Sommer auf Mallorca
- 2019: Tatort – Väterchen Frost
- 2019: Familie Wöhler auf Mallorca (Fernsehfilm)
- 2023: Miss Merkel – Mord im Schloss (Fernsehfilm)